# 回し蹴り

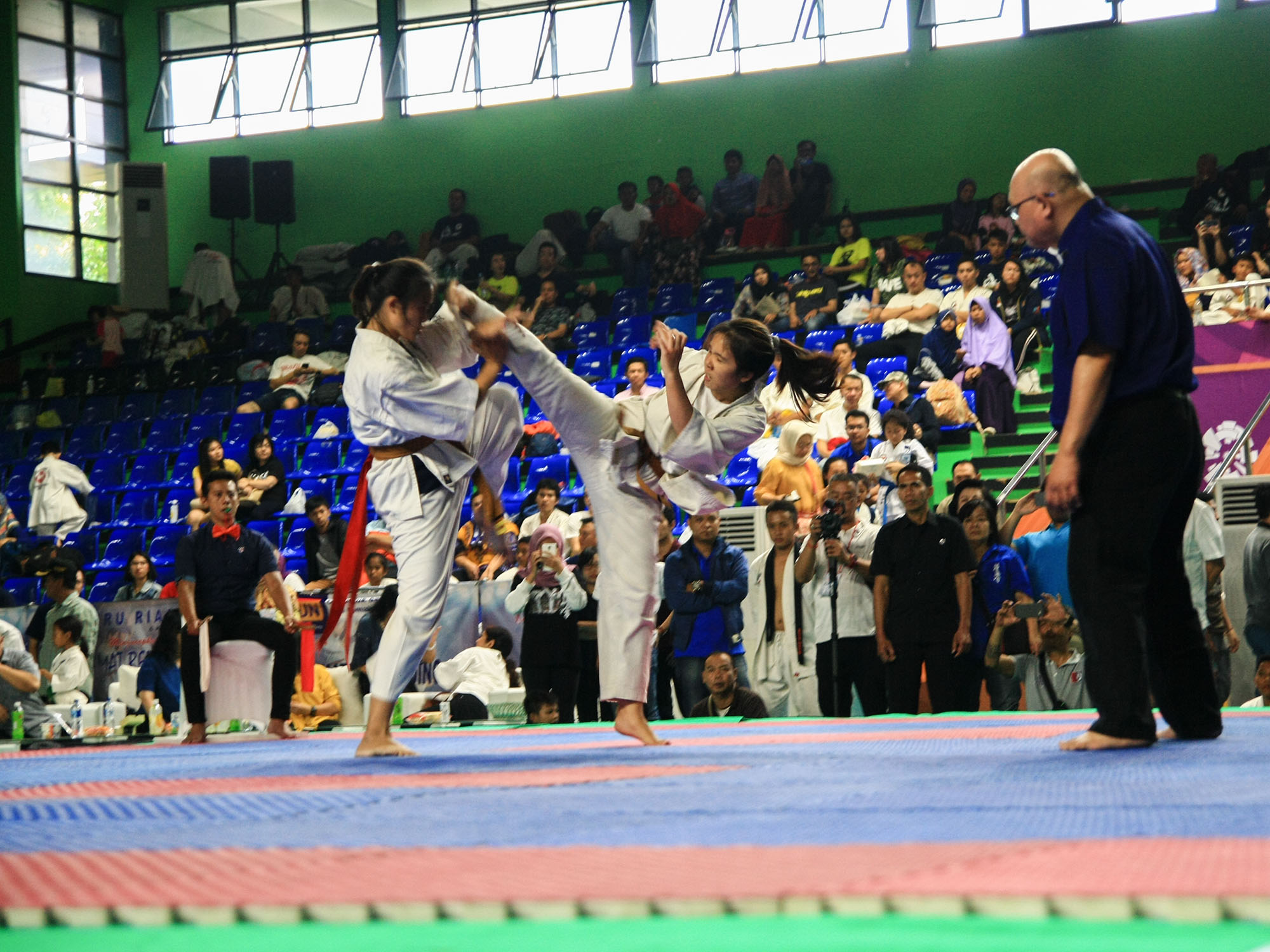
空手家（右）による上段回し蹴り。

回し蹴り（まわしげり）は、中国武術、空手、ムエタイ、キックボクシング、シュートボクシング、プロレス、総合格闘技などの格闘技で用いられている蹴り技の一種である。ラウンド・キックとも呼ばれている。中国武術では旋体脚、テコンドーではトルリョチャギ、ムエタイではテツと呼ばれている。

## 概要
膝を抱えながら腰を回すようにして脚を横から回して上足底、足の甲または脛などで相手の腹部、脚、腕、頭部を蹴る。腰と蹴り足の円運動を支持足（軸足）一本で支えるのでバランスを保つのが難しく、非常に複雑な運動をする蹴り技である。
標的に大きな衝撃力を与える回し蹴りの方法として、標的に対して蹴り足を垂直にインパクトさせることと、膝関節を屈折した状態でインパクトさせることが重要である。具体的には、巻足を身体後方にためること、中心線を越えてから巻足を開くこと、支持足先は蹴り足の方向に開くように用いることの三条件を満たすことで、衝撃力を高めることができる。
テコンドーの場合、インパクト時の膝関節伸展動作による貢献はキックスピードの約60%を占めていた。上位群は下胴左回旋、股関節屈曲角速度を適切なタイミングで大きくすることにより、膝関節伸展に作用する膝関節力を生成していた。したがって、膝関節伸展動作による貢献を増加させ、｢速い｣ かつ ｢早い｣ 蹴り動作を行うために、下胴および股関節の動きが重要であると推察される。

## 利用
十分な威力と小さなモーションを両立しているため、K-1やキックボクシングなどで相手を倒すのに使われる蹴り技はほとんどがこの回し蹴りか膝蹴りである。もっとも、前蹴りに比べると股関節の柔軟性を要求されて足先や脛を痛める危険がある。とくに打点の高い蹴りの場合には金的が無防備になりやすいため、かわされた場合に後ろをとられる。蹴り足や軸足を取られて投げられるなどリスクの高い技である。そのため、真横から大回りに振るタイプの回し蹴りは古代琉球空手や古式ムエタイなど伝統的な古武術やテイクダウンなどのある総合格闘技では使用されることが少ない。